# Johanniteralliansen
Johanniteralliansen är en sammanslutning mellan de huvudsakligen protestantiska johanniterordnarna, bildad 1961. Alliansen har till uppgift att samordna ordnarnas hjälpverksamhet och bevaka deras gemensamma intressen. Alliansen samverkar också med den katolska Malteserorden. En av organisationens uppgifter är att uppmärksamma icke erkända ordnar som på felaktiga grunder påstår sig ha ett historiskt ursprung i Johanniterorden eller i övrigt plagierar denna.

## Medlemmar
De i Johanniteralliansen ingående ordnarna är:
- Johanniterorden i Tyskland (egentligen Balliet Brandenburg av Johanniterorden, Die Balley Brandenburg des Ritterlichen Ordens Sankt Johannis vom Spital zu Jerusalem), samt de inom den tyska Johanniterorden självständiga kommanderierna (ridderskapen) i:
  - Finland (Johanniter Ridderskapet i Finland),
  - Frankrike (Association des Chevaliers de St. Jean),
  - Schweiz (Kommende der Johanniterritter in der Schweiz),
  - Ungern (Johannita Rend Magyar Tagozata),
- Johanniterorden i Nederländerna (Johanniter Orde in Nederland),
- Johanniterorden i Sverige,
- Brittiska Johanniterorden (The Most Venerable Order of the Hospital of Saint John of Jerusalem).